# Taxus
- Commons
- Wikispecies

O teixo (Taxus) é um género botânico pertencente à família Taxaceae.

## Classificação do gênero
| Sistema | Classificação                     | Referência |
| ------- | --------------------------------- | ---------- |
| Linné   | Classe Dioecia, ordem Monadelphia | [ 1 ]      |